# Chavigny-Bailleul
 Chavigny-Bailleul  là một xã thuộc tỉnh Eure trong vùng Normandie miền bắc nước Pháp.